# کو کالج
کو کالج (به انگلیسی: Coe College) یک کالج هنرهای آزاد در ایالات متحده آمریکا است که در سدار راپیدز، آیووا واقع شده‌است.